# Persa (obra)
Persa es una obra de teatro del comediógrafo latino Plauto.
La fecha probable de la composición varía según los autores entre el 184 a. C. (Buck, Sedgwick), 187-6 a. C. (Della Corte) y 196-5 a. C. (Schutter).

## Argumento
En esta comedia de Plauto, como en alguna otra, se trata de burlar a un traficante de mujeres llamado Dordalo, de cuyas garras consigue librar un siervo a Lemniselénide, la hermosa joven adorada por su amo. Logra el esclavo rescatarla mediante una suma que le ha facilitado otro siervo amigo suyo a condición de que luego engañe al lupus, lo que hace proponiéndole la compra de una supuesta joven persa que no es sino la hija de un parásito. Cae en el lazo el codicioso mercader de esclavas; pero al querer exhibir en público a la linda muchacha, el parásito lo demanda ante los tribunales, con lo que el proxeneta se queda sin esclava pérsica y sin dinero.

## Personajes
Véase Personajes comunes de la comedia romana
Véase Personajes típicos de la comedia plautina
- El esclavo TÓXILO (TOXILVS SERVVS).

- El esclavo SAGARISTIÓN (SAGARISTIO).

- El parásito SATURIÓN (SATURIO).

- La esclava SOFOCLIDISCA (SOPHOCLIDISCA ANCILLA).

- La meretriz LEMNISELÉNIDE (LEMNISELENIS MERETRIX).

- El muchacho PEGNIO (PAEGNIVM PVER).

- Una MUCHACHA: hija del parásito y supuesta esclava persa.

- El lenón DÓRDALO (DORDALVS LENO).